# Dolnje Ložine
Dolnje Ložine so naselje v občini Kočevje.